# Wish You Were Here (singel Incubusa)
Wish You Were Here – pierwszy singel promujący czwarty studyjny album zespołu Incubus – Morning View. Został wydany w trzecim kwartale 2001 roku i stał się rockowym przebojem, plasując się w czołowej dziesiątce rockowych notowań Billboardu.
Do utworu zrealizowano wideoklip w reżyserii Phila Hardera. Teledysk inspirowany był zamachem z 11 września 2001 r.

## Listy przebojów
| Notowanie (2001)                          | Najwyższa pozycja |
| ----------------------------------------- | ----------------- |
| U.S. Billboard Hot 100                    | 60                |
| U.S. Billboard Hot Mainstream Rock Tracks | 4                 |
| U.S. Billboard Hot Modern Rock Tracks     | 2                 |
| U.S. Billboard Adult Top 40               | 36                |